# Cosmologie religieuse
Pour les articles homonymes, voir Cosmologie (homonymie).
 (avril 2017).
Si vous disposez d'ouvrages ou d'articles de référence ou si vous connaissez des sites web de qualité traitant du thème abordé ici, merci de compléter l'article en donnant les références utiles à sa vérifiabilité et en les liant à la section « Notes et références ».
Une cosmologie religieuse est une représentation sociale proposée par une religion concernant le monde accessible aux êtres humains.

## Présentation
Historiquement, jusqu'au XVIIIe siècle, l'ensemble du domaine de la cosmologie était intégré à la « métaphysique spéciale » (voir par exemple la classification de Christian Wolff en 1729 et l'article ontologie en philosophie).
Aujourd'hui, les cosmologies « religieuses » n'ont plus vocation à décrire la structure physique et chimique de l'univers d'une façon scientifique, les religions considérant qu'une telle entreprise relève de la responsabilité des scientifiques. Les religions, sur la base de leurs écrits et traditions, décrivent seulement les principes selon lesquels leurs fidèles sont invités à se représenter le monde dans lequel ils vivent, afin de « bien » se comporter avec leurs semblables[réf. nécessaire].
Les religions, telles qu'elles ont évolué jusqu'à aujourd'hui, ne contestent généralement pas telle ou telle théorie cosmologique (Big Bang, univers en expansion, etc.). Cependant, certains mouvements religieux persistent à nier les théories scientifiques sur l'univers, affirmant s'en tenir à une lecture littérale des passages bibliques concernant les descriptions cosmologiques. Cela s'appelle le créationnisme.
En revanche, les représentants des grandes religions et de certaines spiritualités considèrent généralement, d'un point de vue symbolique, qu'il existe une cause première à l'origine de la vie, qu'elles nomment Dieu ou d'une autre appellation.

## Cosmologie, calendrier et relation avec les sciences

### Finalité initiale de la cosmologie: le calendrier
Dans l'Antiquité, au Moyen Âge, à la Renaissance et encore pendant les Lumières, la cosmologie religieuse ne se distinguait pas de la cosmologie scientifique. Les principaux objectifs poursuivis par l'étude du ciel concernaient le calcul du temps. L'astronomie avait donc pour application pratique l'établissement des calendriers, ainsi que la fabrication des cadrans solaires, des gnomons, et des horloges. Une autre préoccupation qui apparaît dès l'Antiquité est la détermination des dates des fêtes religieuses.

### Dans le christianisme
La date de Pâques, dans le christianisme, est celle définie lors du Premier concile de Nicée en 325. Le calcul de la date de Pâques en relation avec l'astronomie fait l'objet d'une science appelée le comput, fondée par Bède le Vénérable au VIIIe siècle et enrichie à la fin du Xe siècle par le moine Birtferth et Gerbert d'Aurillac (pape Sylvestre II) à partir des sciences et techniques islamiques (Al-Khwarizmi). Dans le christianisme, les règles du comput sont utilisées pour l'établissement du calendrier incluant les fêtes religieuses (principalement la date de Pâques),.
La relation entre cosmologie, calendrier, et religion apparaît avec évidence dans la création de l'Observatoire du Vatican par le pape Grégoire XIII en 1578, en vue de préparer la réforme du calendrier, c'est-à-dire le passage du calendrier julien au calendrier grégorien (du nom du pape Grégoire XIII), qui sera prolguée en 1582.
Une illustration de la relation entre cosmologie et religion est donnée de nos jours, dans le christianisme, à l'église Saint-Sulpice à Paris, où l'on trouve, dans le transept gauche, un gnomon astronomique, conçu de façon telle que la lumière du soleil éclaire l'autel lors de la fête de Pâques.
Les agendas sont établis en coopération avec les autorités religieuses (Centre national de pastorale liturgique). L'Institut de mécanique céleste et de calcul des éphémérides (IMCCE) calcule ainsi la date de Pâques selon les règles du comput ecclésiastique.

### Séparation de la cosmologie et de la religion à partir duXVIIesiècle
Ce n'est que plus tard, à partir des XVIIe et XVIIIe siècles, avec Kepler, Tycho Brahe, Galilée, et Newton, que l'astronomie permit de faire des découvertes dans les sciences fondamentales (la gravitation universelle) qui eurent des applications dans d'autres domaines que le calcul du temps et le calendrier : la mécanique ouvrit la voie à la révolution industrielle. L'astronomie, puis la cosmologie, devinrent des sciences autonomes, indépendantes des autorités religieuses, à partir du XVIIIe siècle. Enrichie par les sciences physiques et la chimie (mécanique quantique), l'astronomie a donné naissance à la fin du XIXe siècle à l'astrophysique.
La dissociation entre les sciences et les religions relève du principe d'autonomie de la science.

## Différentes cosmologies dans le monde
Ptolémée était un grand géographe du IIe siècle. Par ailleurs, son système cosmologique (géocentrique) fournissait une explication satisfaisante, pour la vie sociale de cette époque, de la configuration du cosmos, qui pouvait alors être synonyme d'univers.
La civilisation islamique s'intéressa de très près à la cosmologie et à l'astronomie. L'objectif en était simple, il s'agissait de déterminer :
- les heures de prière (cinq par jour) ;
- la direction de la Mecque, vers laquelle les fidèles doivent s'orienter lors de la prière.

Les Arabes fabriquèrent des abaques, des cartes géographiques, permettant de déterminer les éléments nécessaires à la prière.
Le principal texte religieux judéo-chrétien, la Bible, raconte en détail l'histoire de la création. Le premier chapitre du livre de la Genèse de l'Ancien Testament décrit la création de la lumière et des ténèbres, la fondation du Ciel et la Terre et la création de toutes les créatures, y compris du premier homme et de la première femme, par Dieu. Selon la Bible, toutes les étapes de la création se produisirent en six jours consécutifs, et le septième jour, Dieu se reposa.
L'archevêque Ussher calcula que le monde aurait été créé le 23 octobre 4004 av. J.-C. à 21 h.

### La cosmologie dans le système de pensée duhaut Moyen Âge
Le Moyen Âge a hérité du système de Ptolémée (astronome) enrichi d'une lecture littérale de la Bible.
À l'origine, l'astronomie se confondait avec l'astrologie. Ce dernier terme, employé dans la civilisation islamique, n'avait pas le sens péjoratif que nous lui attribuons quelquefois aujourd'hui (logos signifie discours, science en grec). D'autre part, on ne distinguait pas les aspects scientifiques et religieux de la cosmologie.
L'astronomie était l'une des quatre disciplines du quadrivium, avec l'algèbre, la géométrie, et la musique. Le quadrivium et le trivium formaient les sept arts libéraux.
Ce fut Bède le Vénérable, moine anglais, l'un des plus grands lettrés de son époque, qui, au VIIIe siècle, donna ses lettres de noblesse à la mesure du temps qui, on l'a vu, était liée à la cosmologie. Bède le Vénérable fut le véritable inventeur de la science du comput. Il a été proclamé docteur de l'Église en 1899, par le pape Léon XIII.
Vers l'an mille, les études du comput reprirent, sous l'impulsion d'un autre moine anglais, Birthfert, qui comprit la complexité de cette science : pour lui, le comput faisait appel à quatre disciplines des arts libéraux : deux du trivium (dialectique et grammaire, à vérifier) et deux du quadrivium (astronomie et algèbre).
Gerbert d'Aurillac fut également un grand astronome, doublé d'un philosophe et d'un mathématicien aux talents exceptionnels pour l'époque (on parlait d'algèbre et de géométrie). Il relança les études de la dialectique et du quadrivium à l'école cathédrale de Reims, diffusant ainsi la connaissance dans tout l'occident.
Gerbert fut le premier introducteur de la représentation du monde d'Aristote en occident. Il devint pape en 999 sous le nom de Sylvestre II, et mourut en 1003.

### Intégration de la représentationgéocentriqueen Occident
Aux XIIe siècle, l'occident intégra la philosophie et les sciences grecques, par l'intermédiaire des échanges avec la civilisation islamique. Le système de représentation du monde d'Aristote devint progressivement une référence absolue dans les écoles et universités de l'occident chrétien, comme dans la civilisation islamique.
Il représentait le monde centré sur la terre, avec un monde sub-lunaire et un monde supra-lunaire. Les principales traductions des œuvres d'Aristote eurent lieu au XIIe siècle.
À partir du XIIIe siècle, la cosmologie fut intégrée dans la métaphysique générale, qui était intimement liée à la métaphysique spéciale, ou théologie, dans l'école scolastique (Thomas d'Aquin, John Duns Scot, parmi d'autres). La scolastique adopta les théories cosmologiques prédominantes depuis l'Antiquité : Ptolémée (IIe siècle ap. J.-C.) et Aristote (IVe siècle av. J.-C.). Certains astronomes, tels Aristarque de Samos ou Séleucos de Séleucie, avaient déjà compris l'héliocentrisme quelques siècles av. J.-C.

### Psaume 93 (92)
Tout le monde se représentait donc l'univers comme géocentrique, selon les théories d'Aristote et de Ptolémée.
Quelques passages de la Bible étaient également rédigés dans le même sens, comme cette ligne du psaume 93 (92) (Dieu roi de l'Univers) :

« Tu as fixé la Terre immobile et ferme. »

### Passage du comput julien au comput grégorien
On savait depuis l'Antiquité (Jules César) que des corrections astronomiques étaient nécessaires sur le rapport entre le temps de rotation de la terre sur elle-même (journée) et la durée du cycle solaire (année), soit 365,24 au lieu de 365,25.
Dès 1345, Clément VI appela à sa cour à Avignon le grand astronome Jean des Murs et lui commanda un rapport sur la réforme du calendrier.
Le cardinal Pierre d'Ailly rappela au concile de Constance (1415) l'âge d'or où les dignitaires de l'Église primitive « se préoccupaient davantage du calcul des jours et des moments que du compte des deniers et des monnaies ».
Deux conciles examinèrent le projet de réforme, le concile de Bâle (1431-1449) et le Ve concile du Latran (1512-1517), mais il traîna en longueur.
Lorsque Grégoire XIII devint pape en 1572, il fit du projet de réforme l'une de ses priorités. La réforme fut décidée en février 1582.
On passa donc du comput julien au comput grégorien, ce qui entraîna un décalage de calendrier, dont les historiens doivent tenir compte (dix jours supprimés).
Le passage fut progressif dans les pays de la chrétienté :
- Les pays catholiques et leurs colonies adoptèrent le nouveau calendrier entre 1582 et 1590,
- Les pays luthériens l'adoptèrent en 1700 (lorsque Descartes écrivit son système philosophique, il était à la frontière des zones julienne et grégorienne).

### Apparition de la théoriehéliocentrique
Copernic (re)découvrit l'héliocentrisme au XVIe siècle (1543). La théorie de l'héliocentrisme affirmait que le Soleil était fixe au centre de l'univers.
À partir de 1609, le savant florentin Galilée utilisa la lunette astronomique qu'il avait perfectionnée pour étudier le mouvement des planètes, les étoiles, les taches solaires. Les découvertes de Copernic furent alors confirmées par Galilée.
Une longue lettre de Galilée à Catherine de Lorraine en avril 1615 indique les passages de la Bible qui posaient, pour Galilée, des problèmes d'interprétation par rapport à la cosmologie.
En février 1616, Galilée fut inquiété par un dominicain. Le 5 mars 1616, l'Inquisition publia un décret définissant l'héliocentrisme comme une doctrine fausse et contraire à l'Écriture, et mit tous les écrits sur l'héliocentrisme (dont ceux de Copernic) à l'Index.
Galilée publia en 1632 le dialogue sur les deux grands systèmes du monde, ouvrage dans lequel il ridiculisait un partisan de la représentation géocentrique. Malgré l'appui de certains jésuites, un procès fut intenté en 1633 à Galilée, qui fut condamné par l'Inquisition, pour un motif qui, selon certains historiens, n'aurait pas été entièrement lié à l'héliocentrisme (ce point est discuté). On opposa à Galilée le passage de la Bible où Josué arrête la course du Soleil (Js, 10, 12-13).
Urbain VIII, qui était un ami de Galilée, commua immédiatement la peine en assignation à résidence.
Selon Pietro Redondi, les véritables motifs étaient autres que l'héliocentrisme : Galilée, en soutenant la théorie de l'atomisme, aurait violé le dogme de la transsubstantiation lors de l'Eucharistie (ceci est discuté, voir lien externe ci-dessous).
Descartes apprit le résultat du procès en novembre 1633. Lorsqu'il reçut de son ami Beeckman la copie de l'ouvrage de Galilée, en 1634, Descartes renonça à publier le traité du monde et de la lumière. Considérant que Galilée avait manqué de méthode, Descartes s'orienta vers une carrière philosophique et conçut un projet de philosophie des sciences universelles, qui se démarquait nettement de la scolastique. Descartes prit le doute universel et le cogito comme principe premier, et mit de côté l'ancienne conception de la cause première (philosophie première d'Aristote réconciliée avec le christianisme par Thomas d'Aquin) dans tous ses ouvrages ultérieurs.
Voir article détaillé : le projet cartésien d'une science universelle
Les tentatives de conciliation entre les théories héliocentriques et celles de Ptolémée, imaginées par certains scientifiques pour sauver la face de l'Église catholique (équivalence des hypothèses), ne résistèrent pas aux théories de la gravitation énoncées par Newton.
Les conséquences de ces controverses furent d'autant plus graves pour l'Église catholique et l'école scolastique que les enseignements de métaphysique à l'université étaient les plus prestigieux (epistēmē) par rapport aux enseignements techniques (technē), et que certains passages des textes bibliques paraissaient erronés. Ces polémiques discréditèrent les positions de la scolastique et de l'Église catholique tout entière.
L'affaire Galilée et ses suites constituent un changement de paradigme très important, qui s'est poursuivi jusqu'au XIXe siècle. La science et la religion ont semblé se séparer, avec des phases très violentes. Ce changement de représentation du monde est connu sous le nom de révolution copernicienne.

### Levées d'index, éditions des œuvres de Galilée
En 1741, devant la preuve optique de l'orbitation de la Terre, le pape Benoît XIV fit donner par le Saint-Office l'imprimatur à la première édition des œuvres complètes de Galilée. Ce geste constitua une révision implicite des sentences de 1616 et 1633.
En 1757, les ouvrages favorables à l'héliocentrisme furent à nouveau autorisés, par un décret de la Congrégation de l'Index, qui retira ces ouvrages du catalogue des livres interdits.
Napoléon fit transférer certains archives du Vatican à Paris. Le dossier de Galilée fut soigneusement inventorié et numéroté, et la traduction bilingue de toutes les pièces engagée. À la fin du règne de Napoléon, le dossier revint au Vatican.
En 1823, Pie VII fit confirmer les mesures de levée d'index, et le père Olivieri, commissaire du Saint-Office, rédigea un rapport favorable avec concession d'imprimatur pour tous les ouvrages présentant l'astronomie copernicienne comme une thèse vérifiée.
Malgré toutes ces corrections, l'image de l'Église catholique romaine fut gravement affectée, de sorte que l'« affaire Galilée » fut sans doute pour beaucoup dans le rejet de la métaphysique par les philosophies athées au XIXe siècle.

### Travaux d'exégèse
Au XIXe siècle, les protestants engagèrent des travaux d'exégèse. Ils travaillèrent sur l'Ancien Testament.
En 1893, le pape Léon XIII promulgua l'encyclique Providentissimus deus sur les études bibliques.
En 1942, Agostino Gemelli reconnut que l'affaire Galilée fut une erreur grave, qui ne mettait en cause ni l'infaillibilité du pape ni l'autorité de l'Église.
En 1943, le pape Pie XII promulgua l'encyclique Divino Afflante Spiritu, qui donna à l'exégèse sa norme de liberté en distinguant les différents genres littéraires dans l'Écriture.
Le même pape Pie XII ne s'opposa pas à la théorie du Big Bang.
Sur la controverse née de l'affaire Galilée, voir :
- les travaux de Francesco Beretta, du CNRS Lyon, sans doute un des meilleurs spécialistes de la question aujourd'hui ;
- les articles Galilée, Relation entre science et religion, équivalence des hypothèses, Urbain VIII et la thèse (discutée) de Pietro Redondi sur les raisons du procès de Galilée (dogme de la transsubstantiation) ;
- les liens externes ci-dessous ;
- la bibliographie.

À titre d'exemple, le psaume 93 (92) (Dieu de majesté), qui contient un passage cosmologique, est maintenant rédigé de la façon suivante :
Bible de Jérusalem :
« Oui, le monde est stable, point ne bronchera.
Ton trône est établi dès l'origine,
depuis toujours, tu es. »
Traduction œcuménique de la Bible :
« Oui, le monde reste ferme, inébranlable.
Depuis lors, ton trône est ferme ;
depuis toujours tu es. »

### Révision de la position de l'Église sur Galilée
Les papes modernes n'ont cessé de revoir leur position sur Galilée. Le concile Vatican II reconnut le caractère indu de certaines interventions de l'Église catholique dans le domaine de la science. Il fit écho à la pensée de Galilée sur les rapports entre science et religion.
En 1979 et en 1981, le pape Jean-Paul II a chargé une commission de revoir les conditions historiques dans lesquelles eurent lieu la condamnation de Galilée. L'Église catholique considère qu'il n'est pas nécessaire de parler de réhabilitation, puisque l'institution qui l'a condamné n'existe plus, et que les levées d'Index ont eu lieu depuis longtemps (1741, 1757). Le principe de l'index a lui-même été supprimé depuis Vatican II.
En 1983, pour le 350e anniversaire du procès de Galilée, le cardinal Poupard publia un livre (voir bibliographie).
La « commission pontificale d'études de la controverse ptoléméo-copernicienne aux XVIe – XVIIe siècles » comprenait quatre groupes de travail :
- section exégétique (cardinal Martini) ;
- section culturelle, cardinal Paul Poupard ;
- section scientifique et épistémologique, professeur Carlos Chagas et R.P. George Coyne ;
- questions historiques et juridiques, Mgr Michele Maccarone.

Dans son compte-rendu au pape Jean-Paul II du 31 octobre 1992, le cardinal Poupard indiquait :
« Ces travaux ne s'inscrivent pas dans un procès de réhabilitation, comme on a pu parfois le croire, ni dans un cadre juridique qui est hors de leur compétence. Il s'agit d'une clarification opérée par des hommes de sciences, soucieux de comprendre et d'aider à comprendre : situer Galilée, d'abord par rapport à ses prédécesseurs, le chanoine Copernic, d'une part, et par rapport à ses contemporains, les professeurs du Collège romain, d'autre part ; puis dans la culture scientifique, philosophique et théologique de son temps, enfin au cours des siècles, de l'époque des Lumières aux milieux scientifiques aujourd'hui. »
Ce même 31 octobre 1992, le pape Jean-Paul II se prononça en faveur de Galilée lors de son discours aux participants à la session plénière de l'Académie pontificale des sciences.
Une conférence eut lieu à l'ENSTA avec le cardinal Poupard du 12 décembre 2001 au 27 mars 2002.
Un second livre du cardinal Poupard sur l'affaire Galilée est paru en octobre 2005.

### Cosmologie et représentation sociale au cours des âges
Les représentations du monde ont constamment évolué dans l'Histoire.
On peut noter cette citation de Montesquieu au XVIIIe siècle :

« Aujourd'hui nous recevons trois éducations différentes ou contraires : celles de nos pères, celles de nos maîtres, celle du monde. Ce qu'on nous dit dans la dernière renverse toutes les idées des premières. »

Il se produit ainsi des périodes, dans l'Histoire, où les représentations du monde changent radicalement. Celle que vécurent Montesquieu et ses contemporains du siècle des Lumières s'appelait la révolution copernicienne. À partir de découvertes scientifiques sur l'univers, opérées par l'observation et le recoupement par les méthodes mathématiques (Copernic, Galilée), on en déduisit les lois de la dynamique (Newton), qui eurent des applications dans tous les domaines de la vie pratique au XVIIIe et XIXe siècle. Cette nouvelle représentation de l'univers eut ainsi des conséquences sur les représentations sociales.
Avant le siècle des Lumières, les représentations collectives du monde avaient déjà beaucoup évolué.

### Représentation religieuse actuelle
Les travaux d'exégèse et d'herméneutique des XIXe et XXe siècles ont insisté sur les dangers d'une interprétation littérale des textes. L'interprétation des textes doit d'abord être symbolique.
Les travaux d'exégèse ont formulé certains passages différemment. Par exemple, le psaume 93 (92) dans la
Traduction œcuménique de la Bible :

« Oui, le monde reste ferme, inébranlable. »

Jean-Paul II a déclaré dans son discours de clôture des travaux de la commission d'étude de la controverse ptoléméo-copernicienne, le 31 octobre 1992 :

« Au temps de Galilée, il était inconcevable de se représenter un monde qui fut dépourvu d'un point de référence physique absolu. Et comme le cosmos alors connu était pour ainsi dire contenu dans le seul système solaire, on ne pouvait situer ce point de référence que sur la terre ou sur le soleil. Aujourd'hui, après Einstein et dans la perspective de la cosmologie contemporaine, aucun de ces deux points de référence n'a plus l'importance qu'ils présentaient alors. Cette remarque ne vise pas, cela va de soi, la validité de la position de Galilée dans le débat ; elle entend indiquer que souvent, au-delà de deux visions partielles et contrastées, il existe une vision plus large qui les inclut et les dépasse l'une et l'autre. »

## Cosmologie religieuse et sciences humaines

### Exégèse et herméneutique
On a vu que la cosmologie religieuse pose des questions d'interprétation des textes bibliques.
Même si les passages cosmologiques de la Bible sont peu nombreux, ils ont des implications sur les représentations, qui engagent tout le corps social, et même peut-être sur certains dogmes centraux.
Les erreurs commises au sujet de Galilée semblent, à première vue, le fait d'interprétations trop littérales de la Bible.
Il a donc fallu déterminer les critères d'interprétation (herméneutique), et de retour aux sources des textes anciens (exégèse).
Les études bibliques ont fait l'objet d'encycliques :
- Providentissimus deus, de Léon XIII (1893),
- Divino Afflante Spiritu de Pie XII (1943).

### Philosophie
La cosmologie religieuse a beaucoup d'implications en philosophie, et pour lesquelles il est admis que la science n'a aucunement à les prendre en compte, cette dernière ayant pour but de décrire les objets, les phénomènes et les processus, mais non d'en expliquer la cause ultime :
- quel sens final donner aux actions humaines (téléologie, éthique) ;
- quel sens donner à la notion de substance (métaphysique) ;
- comment élargir la logique à d'autres modes de raisonnement que la déduction (phénomènes qui s'enchaînent par des relations de cause à effet au sens déductif) : par exemple l'induction (logique).

Certaines hypothèses (cf Pietro Redondi ci-dessus) sur Galilée montrent que le dogme de la transsubstantiation était en jeu dans les débats.
George V. Coyne, directeur de l'observatoire astronomique du Vatican, indique les conditions dans lesquelles on peut établir un dialogue entre philosophie, théologie, et cosmologie.

### Anthropologie
Derrière une cosmologie religieuse, peut se cacher une nouvelle manière d'aborder le rapport de l'homme à la nature, et de sa vision des sciences de la vie. Tous les phénomènes étant liés (holisme), on en vient à redéfinir une nouvelle anthropologie.
Selon Eduardo Viveiros de Castros, le perspectivisme améridien et ses cosmologies non-occidentales nous invite à déconstruire les notions de nature et de culture. Pour les peuples amérindiens, et contrairement à la pensée occidentale, la nature n'est pas uniforme mais habitée de nombreux sujets humains et non-humains.

### Archéologie du savoir et sociologie
La cosmologie religieuse, vue sous l'angle de l'archéologie des sciences humaines et du savoir, correspond à certains aspects de la notion de conception du monde.
Le philosophe Michel Foucault appelle les conceptions du monde des épistémès. Selon lui, nous entrons dans un nouvel épistémè qu'il appelle l'hypermodernité.
Michel Foucault développe ces idées dans Les mots et les choses (1966), et dans l'Archéologie du savoir (1969).

## Reconnaissance des erreurs de certains théologiens duXVIIesièclesur Galilée
Le 31 octobre 1992, le pape Jean-Paul II rend une nouvelle fois hommage à Galilée lors de son Discours aux participants à la session plénière de l'Académie pontificale des sciences.
Jean-Paul II a reconnu clairement le 31 octobre 1992 les erreurs de certains théologiens du XVIIe siècle dans l'affaire :
« Ainsi la science nouvelle, avec ses méthodes et la liberté de recherche qu'elle suppose, obligeait les théologiens à s'interroger sur leurs propres critères d'interprétation de l'Écriture. La plupart n'ont pas su le faire.

Paradoxalement, Galilée, croyant sincère, s'est montré plus perspicace sur ce point que ses adversaires théologiens. "Si l'écriture ne peut errer, écrit-il à Benedetto Castelli, certains de ses interprètes et commentateurs le peuvent, et de plusieurs façons". On connaît aussi sa lettre à Christine de Lorraine (1615) qui est comme un petit traité d'herméneutique biblique. »

## La cosmologie hindoue

La structure à grande échelle de l'univers selon une cosmologie hindouiste.

Map 2: Voisinage intermédiaire de la Terre selon une cosmologie hindouiste.

Map 3: Voisinage proche de la Terre selon une cosmologie hindouiste.

La cosmologie hindoue est décrite dans plusieurs mythes qui sont apparus au cours des siècles dans l'hindouisme. Les trois principaux sont: la création par Brahma avec la participation des autres dieux de la Trimurti. Un autre mythe parle d'un œuf doré ; un autre encore d'un ciel mystique mais inconnu créateur qui doit laisser contemplatif et dans le mystère le croyant. Voici quelques détails sur ces mythes.

### La création mystérieuse
Le Rig-Véda questionne l'origine du cosmos dans :

« Ni l'être ni le non-être n'existait encore. Qu'y avait-il de caché ? Et où ? Et sous la protection de qui ? Qui sait vraiment ? Qui peut l'affirmer ? D'où est-il né et d'où venait cette création ? Les devas sont nés après la création de ce monde, qui donc sait d'où il naquit ? Nul ne sait d'où a surgi la création, et s'il l'a ou non produite. Celui qui l'examine au plus haut des cieux, lui seul sait, ou peut-être ne sait pas. (Rig-Véda 10. 129) »

### L'Œuf doré
Mais la vision qu'offre le Rig-Véda du cosmos voit aussi un vrai principe divin qui s'auto-projette en tant que mot divin, Vāc, « donnant naissance » au cosmos que nous connaissons du Hiranyagarbha moniste ou l'œuf doré. Le Hiranyagarbha est vu alternativement comme Brahmā, le créateur qui fut à son tour créé par Dieu, ou comme Dieu (Brahman) lui-même.

### La création de Brahma
La dernière vision puranique affirme que l'univers est créé, détruit et recréé en séries de cycles se répétant éternellement. Dans la cosmologie hindoue, un univers dure environ 4,32 milliards d'années (correspondant à un jour de Brahmā, le créateur ou kalpa) est ensuite détruit par le feu ou l'eau. Alors Brahmā se repose pour une nuit, exactement aussi longue que le jour. Ce processus, nommé pralaya (Cataclysme), se répète pendant 100 années de Brahmā (311 billions d'années humaines) et représente la durée de vie de Brahmā. Il faut noter que Brahmā est le créateur mais n'est pas forcément considéré comme Dieu dans l'Hindouisme. Il est principalement considéré comme une création de Dieu / Brahman.
La croyance est que nous sommes actuellement dans la 51e année du Brahmā courant et donc quelque 155 billions d'années se sont écoulées depuis qu'Il est né en tant que Brahmā. Après la « mort » de Brahmā, il faut qu'encore 100 années de Brahma s'écoulent avant qu'il renaisse et que toute la création recommence à nouveau. Ce processus se répète encore et encore, éternellement.
La vie de Brahmā se divise en mille cycles (Maha Yuga, ou la Grande Année). La Maha Yuga au cours de laquelle la vie, y compris la race humaine, apparait puis disparait comporte 71 divisions, chacune composée de 14 Manvantara (1000) ans. Chaque Maha Yuga dure pendant 4.320.000 ans. Manvatara est le cycle de Manu, celui qui donne naissance et gouverne la race humaine.
Chaque Maha Yuga se compose d'une série de quatre yugas plus courts, ou âges. Les yugas vont progressivement se dégradant d'un point de vue moral alors qu'on passe d'un yuga à un autre. Par conséquent, chaque yuga est plus court en durée que l'âge qui l'a précédé. Le Kali Yuga actuel (Âge de Fer) a commencé à minuit entre le 17 et le18 février 3102 av. J.-C. dans le calendrier julien proleptique.

## La cosmologie bouddhiste
Dans le Bouddhisme, l'univers vient à exister selon les actions (karma) de ses habitants. Les Bouddhistes ne présupposent ni une origine ultime ni une fin à l'univers, mais voient dans l'univers quelque chose en modification permanente, naissant et mourant, parallèle à une infinité d'autres univers faisant la même chose.
L'univers bouddhiste est constitué d'un grand nombre de mondes qui correspondent à différents états mentaux, y compris des états passifs de transe, des états sans passion de pureté, et des états inférieurs de désir, de colère et de peur. Les êtres dans ces mondes entrent tous dans l'existence, c'est-à-dire naissent, et quittent tous cette existence vers d'autres états, c'est-à-dire meurent. Un monde vient à exister lorsque le premier être nait, et cesse d'exister, en tant que tel, lorsque le dernier être y meurt. L'univers de ces mondes nait et meurt également, avec la mort de la dernière créature précédant une conflagration universelle qui détruit la structure physique des mondes; puis, après un intervalle de temps, des êtres recommencent à naitre et l'univers est à nouveau reconstruit. Cependant, d'autre univers existent aussi, et il y a des plans d'existence supérieurs qui ne sont jamais détruits, bien que les êtres qui y vivent entrent et quittent également l'existence.
La cosmologie bouddhiste est non seulement une représentation des origines et de la destruction de l'univers, mais fonctionne également comme une représentation de l'esprit, avec ses pensées venant à exister à partir de pensées précédentes et à se transformer en d'autres pensées ou d'autres états.

## La cosmologie jaïne
Selon les croyances jaïnes, l'univers n'a jamais été créé et ne va jamais cesser d'exister. Il est éternel mais pas immuable, parce qu'il traverse des séries de cycles sans fin. Chacun de ces cycles montants ou descendants est divisé en six âges du monde (yugas). L'âge du monde actuel est le cinquième âge de l'un de ces « cycles », qui est en mouvement descendant. Chaque âge est connu comme un « Aaro ». Il n'y a pas de nom spécifique attribué à chaque âge. À la place, on les désigne par un numéro, comme pour « Pehelo Aaro » ou Premier Âge, « Beejo Aaro » ou Deuxième Âge, « Treejo Aaro » ou Troisième Âge, « Chotho Aaro » ou Quatrième Âge, « Paanchmo Aaro » ou Cinquième Âge et « Chhatho Aaro » ou Sixième Âge. Tous ces âges ont une durée déterminée de mille ans.
Quand cela atteint son niveau le plus bas, le jaïnisme lui-même sera perdu intégralement. Alors, lors de la montée suivante, la religion jaïne sera redécouverte et présentée à nouveau par de nouveaux dirigeants appelés Tirthankaras (littéralement « Faiseurs de Croisement » ou « Trouveurs de Gués »), pour être finalement encore perdu à la fin de la descente suivante, et ainsi de suite.
Dans la pensée jaïne, la forme de l'univers habité a été décrite comme le chiffre 8 ou un homme debout les mains sur les hanches. Sa dimension a été décrite comme étant de 14 Rajjus. Au sommet et au milieu, il fait un Rajju de large, mais la largeur des boucles varie de 5 à 8 Rajjus. Ainsi, la distance entre les deux extrémités du monde du milieu est approximativement de 5,2 milliards d'années-lumière.